# Vertedera

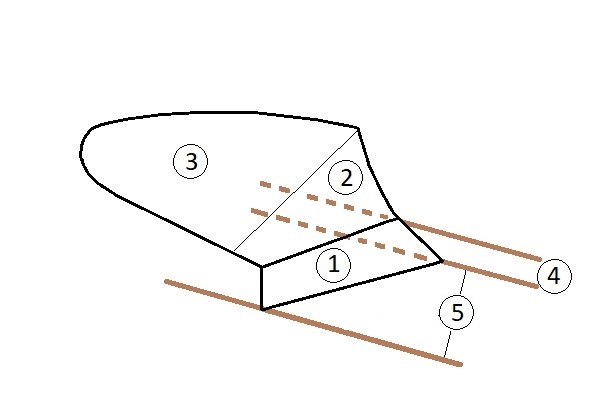
Conjunto de reja y vertedera. 1 Reja, 2 Frente de la vertedera, 3 Ala de la vertedera, 4 Pared del surco, 5 Ancho de trabajo.

La vertedera es la parte del cuerpo del arado que eleva, rebate, invierte y en parte disgrega la gleba o prisma rectangular de tierra cortado por la reja y la cuchilla. En la vertedera se distinguen dos partes: el frente, inmediata continuación de la reja, donde prosigue la elevación de la gleba y se inicia su rotura, y el ala donde se rebate, voltea y arroja la tierra disgregada al surco contiguo. A veces el ala se continúa con la cola, una planchuela alargada atornillada a la vertedera, que asegura el volteo del pan de tierra. A su vez, la vertedera va atornillada a la cama del arado, igual que la reja y la costanera o dental. Estas cuatro piezas constituyen el cuerpo del arado.

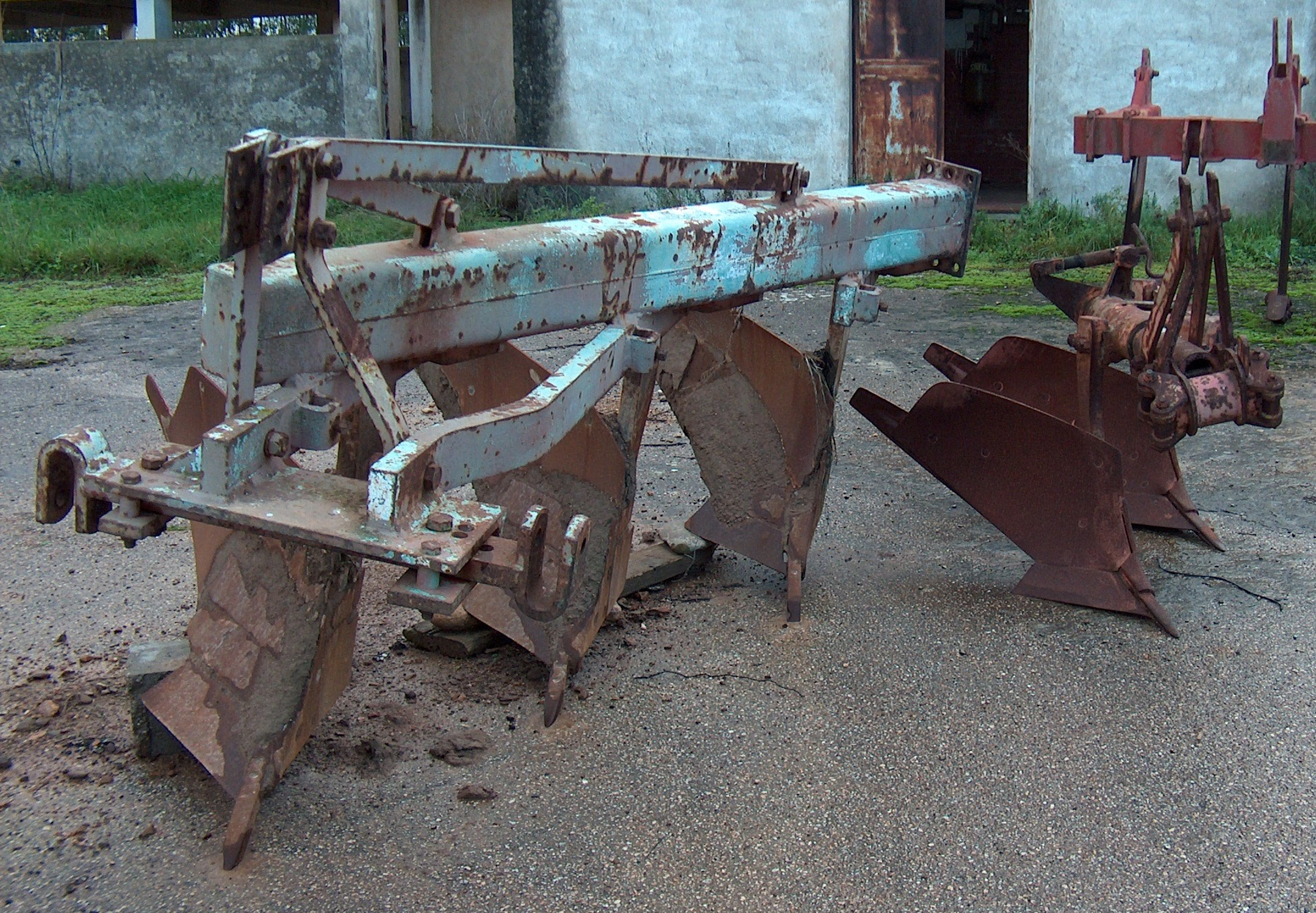
Dos arados para enganche de tres puntos. A continuación del ala de las vertederas se observan adosadas las colas.

En los arados convencionales la vertedera vierte el pan de tierra hacia la derecha (visto en el sentido de la marcha). Los reversibles tienen dos juegos simétricos de cuerpos de arado, uno cuya vertedera arroja la gleba hacia la derecha y el otro que lo hace hacia la izquierda.

## Historia

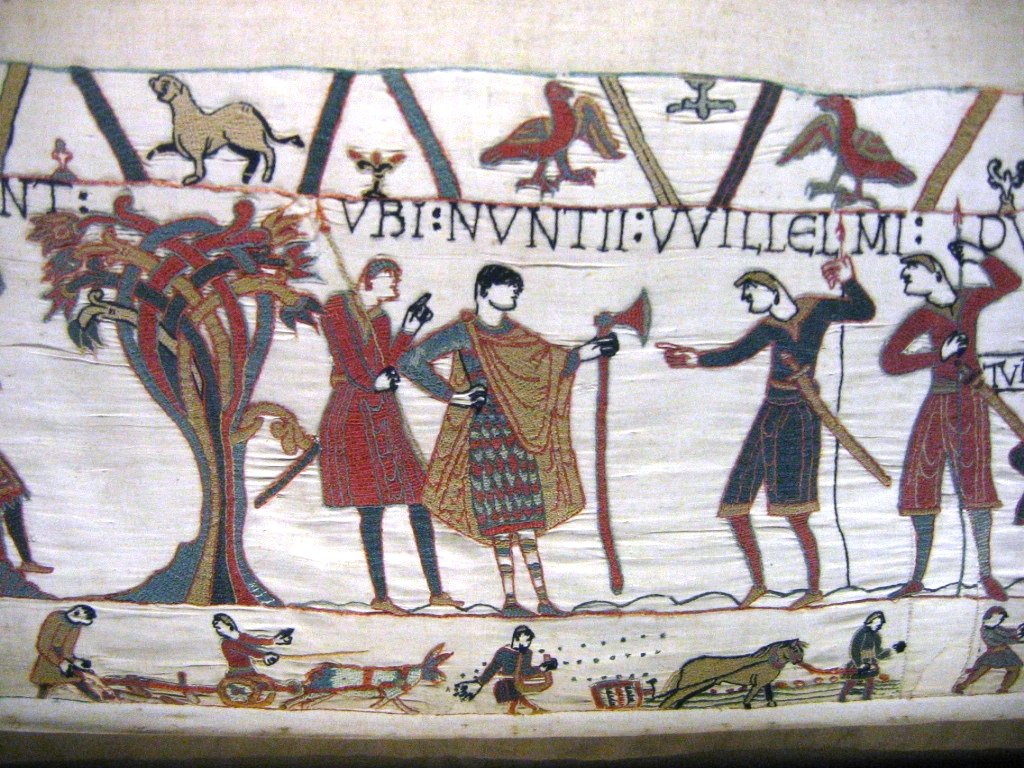
Detalle del Tapiz de Bayeux de ca. 1077 que en su parte inferior muestra un campesino arando con arado de reja y vertedera, un sembrador y un operario tapando la semilla con una grada. Es una de las representaciones más antiguas del arado normando.

En Europa, la vertedera comenzó a difundirse durante el siglo XII, provocando un cambio profundo en el concepto de labranza del suelo. Mientras los arados antiguos carecían de vertedera y sólo lograban un escarificado superficial del suelo, la vertedera permitió removerlo, enterrar las malezas e iniciar la preparación de una cama de siembra más suelta. También transformó la siembra: mientras antiguamente se iba vertiendo la semilla en los someros surcos que dejaban los viejos arados, en los terrenos arados con arado de reja y vertedera el sembrador iba arrojando la semilla esparciéndola sobre el lecho de siembra. Terminada esta, se pasaba la grada o rastra de dientes para enterrar la semilla.

## Formas de la vertedera
La forma de la vertedera ha sido un aspecto muy estudiado por ingenieros y agrónomos, sin llegar a resultados concluyentes. Ello se debe a la diversidad de suelos, velocidad de trabajo del arado, profundidad de la arada y otras condiciones muy diversas en que se efectúa la labranza, que hacen imposible formular una regla general. En líneas generales se puede distinguir entre tres formas geométricas de las vertederas:
Cilíndrica: a lo largo de toda la vertedera mantienen la misma curvatura como un cilindro. El deslizamiento del pan de tierra sigue una trayectoria helicoidal provocando su fractura y disgregación. Con estas vertederas no se puede operar a altas velocidades.
Universal: la forma del frente es cilíndrica y la del ala alabeada facilitado la disgregación y el volteo de la gleba. Como su nombre lo indica, es la forma de mayor difusión.
Alabeada o helicoidal: tienen alas más alargadas que las dos anteriores, lo que ayuda al volteo o inversión del prisma de tierra, pero con poca disgregación.

## Tipos de vertederas
Las vertederas de los arados de desfonde se caracterizan por su ala extremadamente alargada, necesaria para asegurar la inversión de todo el prisma de tierra, voluminoso debido a la profundidad de trabajo.
La vertedera calada, discontinua, de rejilla o fenestrada en lugar de ser enteriza es de listones planos separados, orientados en la misma forma en que se produce el deslizamiento del pan de tierra. Se emplea en suelos pedregosos y en suelos muy adhesivos a fin de reducir la resistencia al frotamiento. Este tipo de vertedera es muy poco usado.
Las vertederas de alta velocidad (en torno de los 8 km/h) tienen forma alargada y alabeada.